# Clásico RCN 2015
La 55.ª edición del Clásico RCN (oficialmente: Clásico RCN-Claro), es una carrera ciclista de aficionados por etapas que se disputa en Colombia entre el 25 de septiembre al 4 de octubre del 2015 con un recorrido total de 1632,6 kilómetros distribuido en 10 etapas entre Villavicencio e Ibagué.
La edición de este año inicia en el departamento del Meta (Colombia) en la región central de Colombia, pasando por los principales municipios de la Región Andina para luego llegar a los departamentos de Boyacá, continuar por Antioquia, Risaralda, Valle del Cauca, Tolima y finalizando en la ciudad de Ibagué, Tolima con la décima etapa.

## Equipos participantes
Tomaron parte en la carrera 21 equipos integrado por 9 corredores, formando así en principio, un pelotón de 190 ciclistas.
| Equipo                                     | Cód. UCI | Categoría   |
| ------------------------------------------ | -------- | ----------- |
| Aguardiente Néctar                         |          | Amateur     |
| Alcaldía de Manizales-Ron viejo de Caldas  |          | Amateur     |
| Boyacá Raza de Campeones-Indeportes Boyacá |          | Amateur     |
| Coldeportes-Claro                          | COD      | Amateur     |
| EBSA-Indeportes Boyacá                     |          | Amateur     |
| EPM-UNE                                    | EPM      | Continental |
| FF.AA. Ejército Nacional de Colombia       |          | Amateur     |
| Formesán-Bogotá Humana                     |          | Amateur     |
| Fundación Rujano                           |          | Amateur     |
| GW-Chaoyang                                |          | Amateur     |
| Idermeta                                   |          | Amateur     |
| Indeportes Tolima                          |          | Amateur     |
| Movistar Team América                      | MOT      | Continental |
| Mundial de Tornillos-Pijaos del Tolima     |          | Amateur     |
| Orgullo Antioqueño                         | ANQ      | Continental |
| Pio Rico-Detergente Gol                    |          | Amateur     |
| Redetrans-Supergiros                       |          | Amateur     |
| Rionegro con más futuro                    |          | Amateur     |
| Strongman-Campagnolo                       |          | Amateur     |
| Team Caribe-Coyote Store                   |          | Amateur     |
| Team Manzana Postobón                      |          | Amateur     |

## Etapas
| Etapa      | Fecha            | Recorrido                           | Distancia (km) | Ganador                 | Líder               |
| ---------- | ---------------- | ----------------------------------- | -------------- | ----------------------- | ------------------- |
| 1.ª etapa  | 25 de septiembre | Villavicencio-Granada-Villavicencio | 167,9          | Weimar Roldán           | Weimar Roldán       |
| 2.ª etapa  | 26 de septiembre | Cumaral-Restrepo (CRI)              | 11             | Omar Mendoza            | Weimar Roldán       |
| 3.ª etapa  | 27 de septiembre | Tocancipá-Villapinzón-Tunja-Duitama | 186            | Camilo Andrés Gómez     | Camilo Andrés Gómez |
| 4.ª etapa  | 28 de septiembre | Paipa-Tunja-Chiquinquirá-Zipaquirá  | 225            | Richard Carapaz         | Camilo Andrés Gómez |
| 5.ª etapa  | 29 de septiembre | Tabio-La Dorada                     | 185,5          | Freddy González         | Camilo Andrés Gómez |
| 6.ª etapa  | 30 de septiembre | La Dorada-El Santuario              | 182,3          | Cristhian Montoya       | Omar Mendoza        |
| 7.ª etapa  | 1 de octubre     | Itagüí-Chinchiná                    | 174            | Edwar Stiver Ortiz Caro | Omar Mendoza        |
| 8.ª etapa  | 2 de octubre     | Chinchiná-Cartago-Yumbo             | 226            | Rafael Montiel          | Omar Mendoza        |
| 9.ª etapa  | 3 de octubre     | Buga-Alto de La Línea-Ibagué        | 149,9          | Álvaro Duarte           | Omar Mendoza        |
| 10.ª etapa | 4 de octubre     | Espinal-Girardot-Espinal-Ibagué     | 125            | Alejandro Serna         | Omar Mendoza        |

## Clasificaciones finales

### Clasificación general
| Clasificación general |                     |                        |                  |
| Ciclista              | Ciclista            | Equipo                 | Tiempo           |
| --------------------- | ------------------- | ---------------------- | ---------------- |
| 1.º                   | Omar Mendoza        | Movistar Team América  | 39 h 50 min 39 s |
| 2.º                   | Carlos Becerra      | Formesán-Bogotá Humana | + 19 s           |
| 3.º                   | Cristhian Montoya   | Orgullo Antioqueño     | + 44 s           |
| 4.º                   | Steven Calderón     | Strongman-Campagnolo   | + 1 min 41 s     |
| 5.º                   | Luis Felipe Laverde | Coldeportes-Claro      | + 1 min 44 s     |
| 6.º                   | Mauricio Ortega     | Orgullo Antioqueño     | + 1 min 47 s     |
| 7.º                   | Arley Montoya       | GW-Chaoyang            | + 2 min 17 s     |
| 8.º                   | Richard Carapaz     | Strongman-Campagnolo   | + 2 min 21 s     |
| 9.º                   | Camilo Andrés Gómez | Coldeportes-Claro      | + 2 min 23 s     |
| 10.º                  | Óscar Soliz         | Movistar Team América  | + 2 min 29 s     |

### Clasificación de los jóvenes
| Clasificación de los jóvenes |                 |                          |                  |
| Ciclista                     | Ciclista        | Equipo                   | Tiempo           |
| ---------------------------- | --------------- | ------------------------ | ---------------- |
| 1.º                          | Steven Calderón | Strongman-Campagnolo     | 39 h 52 min 20 s |
| 2.º                          | Richard Carapaz | Strongman-Campagnolo     | + 40 s           |
| 3.º                          | Aldemar Reyes   | GW-Chaoyang              | + 3 min 56 s     |
| 4.º                          | Hernán Aguirre  | Team Manzana Postobón    | + 4 min 52 s     |
| 5.º                          | Robinson Ortega | Boyacá Raza de Campeones | + 12 min 41 s    |

### Clasificación de la montaña
| Clasificación de la montaña |                   |                          |         |
| Ciclista                    | Ciclista          | Equipo                   | Puntos  |
| --------------------------- | ----------------- | ------------------------ | ------- |
| 1.º                         | Cristhian Montoya | Orgullo Antioqueño       | 45 pts. |
| 2.º                         | Mauricio Ortega   | Orgullo Antioqueño       | 31 pts. |
| 3.º                         | Iván Darío Bothia | Boyacá Raza de Campeones | 31 pts. |
| 4.º                         | Steven Calderón   | Strongman-Campagnolo     | 28 pts. |
| 5.º                         | Óscar Soliz       | Movistar Team América    | 20 pts. |

### Clasificación de sprint especial
| Clasificación de sprint especial |                      |                          |         |
| Ciclista                         | Ciclista             | Equipo                   | Puntos  |
| -------------------------------- | -------------------- | ------------------------ | ------- |
| 1.º                              | Cristian Talero      | Movistar Team América    | 23 pts. |
| 2.º                              | Camilo Forero        | Indeportes Tolima        | 16 pts. |
| 3.º                              | Jonnathan Toussaint  | Strongman-Campagnolo     | 14 pts. |
| 4.º                              | Javier Eduardo Gómez | Boyacá Raza de Campeones | 12 pts. |
| 5.º                              | Steven Calderón      | Strongman-Campagnolo     | 8 pts.  |

### Clasificación de la combatividad
| Clasificación de la combatividad |                         |                                        |         |
| Ciclista                         | Ciclista                | Equipo                                 | Puntos  |
| -------------------------------- | ----------------------- | -------------------------------------- | ------- |
| 1.º                              | Cristhian Montoya       | Orgullo Antioqueño                     | 18 pts. |
| 2.º                              | Edwar Stiver Ortiz Caro | EPM-UNE                                | 14 pts. |
| 3.º                              | Rafael Montiel          | Orgullo Antioqueño                     | 11 pts. |
| 4.º                              | Alejandro Serna         | Mundial de Tornillos-Pijaos del Tolima | 11 pts. |
| 5.º                              | Weimar Roldán           | EPM-UNE                                | 10 pts. |

### Clasificación de la regularidad
| Clasificación de la regularidad |                     |                          |         |
| Ciclista                        | Ciclista            | Equipo                   | Puntos  |
| ------------------------------- | ------------------- | ------------------------ | ------- |
| 1.º                             | Óscar Sevilla       | EPM-UNE                  | 50 pts. |
| 2.º                             | Camilo Andrés Gómez | Coldeportes-Claro        | 39 pts. |
| 3.º                             | Richard Carapaz     | Strongman-Campagnolo     | 36 pts. |
| 4.º                             | Weimar Roldán       | EPM-UNE                  | 35 pts. |
| 5.º                             | Jeffrey Romero      | Boyacá Raza de Campeones | 34 pts. |

### Clasificación de las metas volantes
| Clasificación de las metas volantes |                  |                         |         |
| Ciclista                            | Ciclista         | Equipo                  | Puntos  |
| ----------------------------------- | ---------------- | ----------------------- | ------- |
| 1.º                                 | Jairo Cano Salas | Orgullo Antioqueño      | 27 pts. |
| 2.º                                 | Weimar Roldán    | EPM-UNE                 | 24 pts. |
| 3.º                                 | Óscar Sevilla    | EPM-UNE                 | 23 pts. |
| 4.º                                 | Marlon Pérez     | Rionegro con más futuro | 18 pts. |
| 5.º                                 | Kevin Ríos       | Rionegro con más futuro | 16 pts. |

### Clasificación de la excelencia
| Clasificación de la excelencia |                  |                         |                  |
| Ciclista                       | Ciclista         | Equipo                  | Tiempo           |
| ------------------------------ | ---------------- | ----------------------- | ---------------- |
| 1.º                            | Steven Calderón  | Strongman-Campagnolo    | 12 h 26 min 00 s |
| 2.º                            | Weimar Roldán    | EPM-UNE                 | 10 h 33 min 00 s |
| 3.º                            | Edwin Sánchez    | EBSA-Indeportes Boyacá  | 10 h 16 min 00 s |
| 4.º                            | Coulton Hartrich | Rionegro con más futuro | 9 h 37 min 00 s  |
| 5.º                            | Freddy Piamonte  | Coldeportes-Claro       | 9 h 22 min 00 s  |

## Evolución de las clasificaciones
| Etapa                   | Vencedor                | Clasificación general | Clasificación de los jóvenes | Clasificación de la montaña | Clasificación de sprint especial | Clasificación de la combatividad | Clasificación de la regularidad | Clasificación de metas volantes | Clasificación de la excelencia |
| ----------------------- | ----------------------- | --------------------- | ---------------------------- | --------------------------- | -------------------------------- | -------------------------------- | ------------------------------- | ------------------------------- | ------------------------------ |
| 1.ª                     | Weimar Roldán           | Weimar Roldán         | Jordan Parra                 | Fernando Camargo            | Cristian Talero                  | Weimar Roldán                    | Weimar Roldán                   | Weimar Roldán                   | Óscar Soliz                    |
| 2.ª                     | Omar Mendoza            | Weimar Roldán         | Aldemar Reyes                | Fernando Camargo            | Cristian Talero                  | Weimar Roldán                    | Weimar Roldán                   | Weimar Roldán                   | Fernando Orjuela               |
| 3.ª                     | Camilo Andrés Gómez     | Camilo Andrés Gómez   | Richard Carapaz              | Hernán Darío Parra          | Cristian Talero                  | Camilo Andrés Gómez              | Weimar Roldán                   | Juan Esteban Arango             | Javier Arando                  |
| 4.ª                     | Richard Carapaz         | Camilo Andrés Gómez   | Richard Carapaz              | Hernán Darío Parra          | Cristian Talero                  | Cristian Talero                  | Weimar Roldán                   | Kevin Rios                      | Javier Arando                  |
| 5.ª                     | Freddy González         | Camilo Andrés Gómez   | Richard Carapaz              | Mauricio Ortega             | Cristian Talero                  | Camilo Andrés Gómez              | Óscar Sevilla                   | Óscar Sevilla                   | Victor Niño                    |
| 6.ª                     | Cristhian Montoya       | Omar Mendoza          | Richard Carapaz              | Cristhian Montoya           | Cristian Talero                  | Cristhian Montoya                | Óscar Sevilla                   | Óscar Sevilla                   | Giovanni Báez                  |
| 7.ª                     | Edwar Stiver Ortiz Caro | Omar Mendoza          | Steven Calderón              | Cristhian Montoya           | Cristian Talero                  | Cristhian Montoya                | Óscar Sevilla                   | Jairo Cano Salas                | Remberto Jaramillo             |
| 8.ª                     | Rafael Montiel          | Omar Mendoza          | Richard Carapaz              | Cristhian Montoya           | Cristian Talero                  | Cristhian Montoya                | Óscar Sevilla                   | Óscar Sevilla                   | Dalivier Ospina                |
| 9.ª                     | Álvaro Duarte           | Omar Mendoza          | Steven Calderón              | Cristhian Montoya           | Cristian Talero                  | Cristhian Montoya                | Óscar Sevilla                   | Óscar Sevilla                   | Camilo Forero                  |
| 10.ª                    | Alejandro Serna         | Omar Mendoza          | Steven Calderón              | Cristhian Montoya           | Cristian Talero                  | Cristhian Montoya                | Óscar Sevilla                   | Jairo Cano Salas                | Marlon Pérez                   |
| Clasificaciones finales | Clasificaciones finales | Omar Mendoza          | Steven Calderón              | Cristhian Montoya           | Cristian Talero                  | Cristhian Montoya                | Óscar Sevilla                   | Jairo Cano Salas                | Steven Calderón                |